# 開花天使
《開花天使》是小栗一又的日本漫畫作品。於1997年開始在《週刊少年Jump》上連載，單行本共17冊，中文版由青文出版社代理發售。1998年播放電視動畫共43集。

## 登場人物
天天（聲：雪路）
櫻秀行（聲：松井摩味）
櫻美咲（聲：萩森侚子）
菊崎虎吉（聲：野島健兒）
百合川幸子（聲：中川亞紀子）
德民龍藏（聲：志賀克也）
弁天（聲：淺川悠）
阿泉／小小（聲：天神有海）
傑克（聲：高橋廣樹）
松澤老師（聲：杉野博臣）
神仙大人（聲：永井寬孝）

## 出版書籍

### 單行本
| 集數 | 日本版本                                                                                 | 臺灣/ 香港版本                                                               |
| ---- | ---------------------------------------------------------------------------------------- | ---------------------------------------------------------------------------- |
| 1    | ｢どうしようもない僕にどうしようもない天使が降りて来た｣の巻 1997年7月 ISBN 978-4088720555 | 「一無是處的我遇到一位一無是處的天使」之卷 1999年12月31日 ISBN 9789575953812 |
| 2    | 神様とご対面！の巻 1997年10月 ISBN 978-4088720562                                        | 與天神面對面!之卷 2000年2月25日 ISBN 9789575954239                           |
| 3    | 天使ＶＳ悪魔の巻 1997年12月 ISBN 978-4088720579                                          | 天使V.S.惡魔之卷 2000年4月25日 ISBN 9789575954819                            |
| 4    | ボクのクロの巻 1998年2月 ISBN 978-4088725185                                             | 我的小黑之卷 2000年7月20日 ISBN 9789575955403                                |
| 5    | 天の国＆地獄親睦大運動会の巻 1998年4月 ISBN 978-4088725420                               | 天國&地獄親睦大運動會之卷 2000年9月30日 ISBN 9789575955915                   |
| 6    | ハプニング イン スキー教室の巻 1998年7月 ISBN 978-4088725765                             | 突發事件in滑雪教室之卷 2000年12月30日 ISBN 9789575956349                     |
| 7    | 天使道具（アイテム）の気持ちの巻 1998年9月 ISBN 978-4088726038                           | 天使道具的感情之卷 2001年3月30日 ISBN 9789575956998                          |
| 8    | テンテンヘアー大騒動の巻 1998年12月 ISBN 978-4088726403                                  | 天天的頭髮大騷動之卷 2001年5月25日 ISBN 9789575957858                        |
| 9    | いざ黄泉の国！！の巻 1999年2月 ISBN 978-4088726700                                       | 嗚呼黃泉之國!!之卷 2001年8月15日 ISBN 9789575958206                          |
| 10   | サイレントクリスマスナイトの巻 1999年5月日 ISBN 978-4088727103                           | 恬靜的聖誕夜之卷 2001年9月25日 ISBN 9789575959364                            |
| 11   | テンテンくん帰郷するの巻 1999年8月 ISBN 978-4088727486                                   | 天天回鄉之卷 2001年11月15日 ISBN 9789575959807                               |
| 12   | スフィクスのなぞなぞの巻 1999年11月 ISBN 978-4088727844                                  | 斯芬克斯的腦筋急轉彎之卷 2002年2月5日 ISBN 9789575090364                     |
| 13   | テンテンくんとトリの巻 2000年1月日 ISBN 978-4088728087                                   | 天天與小鳥之卷 2002年3月20日 ISBN 9789575090982                              |
| 14   | 波乱の最終関所の巻 2000年3月 ISBN 978-4088728360                                         | 波瀾萬丈的最後關卡之卷 2002年4月25日 ISBN 9789575091323                      |
| 15   | 不思議のモモちゃんの巻 2000年5月 ISBN 978-4088728612                                     | 不可思議的小桃桃之卷 2002年6月25日 ISBN 9789575092009                        |
| 16   | キンダーガーデンウォーズの巻 2000年7月 ISBN 978-4088728858                               | 幼稚園戰爭之卷 2002年8月5日 ISBN 9789575092641                               |
| 17   | サヨウナラ テンテンくんの巻 2000年10月 ISBN 978-4088730196                               | 再見了，天天之卷 2002年9月25日 ISBN 9789575093211                            |

## 漫畫
- 花さか天使テンテンくん感動セレクション 1（2012年6月15日發售）
- 花さか天使テンテンくん感動セレクション 2（2012年7月18日發售）
- 花さか天使テンテンくん感動セレクション 3（2012年8月17日發售）
- 花さか天使テンテンくん感動セレクション 4（2012年8月17日發售）

## 電視動畫
電視動畫於1998年10月10日至1999年9月25日，每週六18時30分在富士電視網播出，全43話。

### 播放電視台
和富士電視台同步播出
- 岩手可愛電視台
- 櫻桃電視台
- 新潟綜合電視台
- 長野放送
- 靜岡電視台（1999年4月起因《くさデカ（日语：くさデカ）》播出，改為延遲播出）
- 西日本電視台

延遲播出
- 北海道文化放送
- 東海電視台

台灣播送
- 衛視中文台

### 每話標題
| 集數 | 標題 | 翻譯                                 | 日本首播日期   |
| ---- | ---- | ------------------------------------ | -------------- |
| 1    |      | 少根筋天使天天亂入！                 | 1998年10月10日 |
| 2    |      | 巨型超市捕捉大作戰！                 | 10月17日       |
| 3    |      | 你就是學藝會上的明星！               | 10月24日       |
| 4    |      | 妖怪大混亂！萬聖節怪談故事           | 10月31日       |
| 5    |      | 幼稚園大騷動！戀愛中的少女很危險     | 11月7日        |
| 6    |      | 跑吧名偵探！尋找小狗就用開花種子     | 11月14日       |
| 7    |      | 豪華吃到飽！生日會來場大冒險         | 11月21日       |
| 8    |      | 鮪魚肉就要江戶前！愛與友情的捏壽司   | 11月28日       |
| 9    |      | 努力之後告白！男人松澤命運的一天     | 12月5日        |
| 10   |      | 表親是小惡魔！小桃登場！             | 12月12日       |
| 11   |      | 下雪之夜的奇蹟！開花聖誕老人的才能   | 12月19日       |
| 12   |      | 拯救雪男之森！給汙穢的大人天罰       | 1999年1月9日   |
| 13   |      | 尋找特殊種子！學報醞釀抗爭！         | 1月16日        |
| 14   |      | 跳啊秀行！尋找真正的才能             | 1月23日        |
| 15   |      | 戀愛雙倍！愛天使邱比特登場           | 1月30日        |
| 16   |      | 作弊博士！天天千鈞一髮               | 2月6日         |
| 17   |      | 戀愛吧小學生！神秘的情人節假面       | 2月13日        |
| 18   |      | 宿敵現身！最強敵人壞惡魔             | 2月20日        |
| 19   |      | 有兩位秀行？從遙遠國家來的好友       | 2月27日        |
| 20   |      | 長老的秘密！天使物件的故事           | 3月7日         |
| 21   |      | 盛開吧才能花！天天的第一個工作       | 3月14日        |
| 22   |      | 菁英天使？辯天登場！                 | 3月21日        |
| 23   |      | 前進吧天天團！三輪車是正義的印記     | 3月28日        |
| 24   |      | 用天之力切開？醫生天使傑克登場       | 4月17日        |
| 25   |      | 我們走黃泉之國！恐怖的地獄一遊       | 4月24日        |
| 26   |      | 獨斷班長！最糟糕的決策               | 5月1日         |
| 27   |      | 學校大改造！傑克的保健室             | 5月15日        |
| 28   |      | 巨人天天！世界最危險的胃囊           | 5月22日        |
| 29   |      | 必殺情書！滿滿的戀愛之火             | 5月29日        |
| 30   |      | 記憶消失了！壯烈的集體健忘           | 6月12日        |
| 31   |      | 福神降臨！令人傷透腦筋的福神         | 6月19日        |
| 32   |      | 這個好可怕！好孩子天天               | 6月26日        |
| 33   |      | 鎮上的鐵人三項！天使與惡魔的激烈競爭 | 7月10日        |
| 34   |      | 降輪町大搜捕網！捉住逃亡的影子       | 7月24日        |
| 35   |      | 外星人在哪！後山大恐慌               | 7月31日        |
| 36   |      | 天堂大騷動！逃出來的神仙             | 8月7日         |
| 37   |      | 羅曼蒂克之海！男人松澤認真的一天     | 8月14日        |
| 38   |      | 吞下任性的勝負！仲夏的忍耐大會       | 8月21日        |
| 39   |      | 暑假最後一天！於地獄之森採集昆蟲     | 8月28日        |
| 40   |      | 妖怪騷動再來！恐怖的學校露營         | 9月4日         |
| 41   |      | 覺醒吧肌肉！最強男人秀行             | 9月11日        |
| 42   |      | 微型三人組！拜託不要踩我們           | 9月18日        |
| 43   |      | 熱淚盈眶的完結篇！再見了天天         | 9月25日        |

### 錄影帶
| 集數   | 出版日期       | 刊載話數        |
| ------ | -------------- | --------------- |
| VOL.1  | 1999年10月20日 | 第1話 - 第4話   |
| VOL.2  | 1999年11月17日 | 第5話 - 第8話   |
| VOL.3  | 1999年12月17日 | 第9話 - 第12話  |
| VOL.4  | 2000年1月19日  | 第13話 - 第16話 |
| VOL.5  | 2000年2月17日  | 第17話 - 第20話 |
| VOL.6  | 2000年3月17日  | 第21話 - 第24話 |
| VOL.7  | 2000年4月19日  | 第25話 - 第28話 |
| VOL.8  | 2000年5月17日  | 第29話 - 第32話 |
| VOL.9  | 2000年6月21日  | 第33話 - 第36話 |
| VOL.10 | 2000年7月19日  | 第37話 - 第40話 |
| VOL.11 | 2000年8月19日  | 第41話 - 第43話 |

## CD
1998年12月16日發售。

## 遊戲
1999年4月28日由KONAMI發售的Game Boy平台遊戲。

## 遊戲攻略本
1999年5月發售。

## 外部連結
- 電視動畫官方網站 （页面存档备份，存于）富士電視台（日語）